# Robert Hoffstetter
Robert Julien Hoffstetter (11 de junio de 1908-29 de diciembre de 1999) fue un taxonomista y paleontólogo francés del siglo XX quien fue muy influyente en la categorización de los reptiles. Él realizó la denominación de las familias de serpientes Bolyeriidae y Madtsoiidae, aunque mucha de su investigación se enfocó en la fauna de mamíferos terciarios de América del Sur. Él fue uno de los pioneros de la cladística en Francia.

## Vida y obra
Entre 1946 y 1953, Hoffstetter estuvo en Ecuador y realizó numerosas expediciones a Perú y Bolivia. En Bolivia, fue el primer paleontólogo que promovió la investigación de los restos fósiles de la fauna de mamíferos terciarios de Salla-Luribay, Quebrada Honda y Achiri. Además, fue uno de los científicos que estudiaron los primeros primates y roedores de América del Sur. En 1946 Hoffstetter describió a la familia Bolyeriidae y en 1957, al género de dinosaurio Lexovisaurus. En la década de 1950 Hoffstetter escribió uno de los primeros estudios sistemáticos de serpientes que tomaba en cuenta a las especies extintas. Además Hoffstetter fue un experto en la paleobiogeografía de primates, roedores y marsupiales.
Hoffstetter fue director del Centre National de la Recherche Scientifique (centro nacional de investigación científica) y en 1972 tomó el cargo de jefe del Laboratoire de Paléontologie des Vertébrés et Paléontologie humaine en París de Jean Piveteau. Además enseñó como profesor de paleontología y zoología de vertebrados en la Universidad Pierre y Marie Curie.

## Taxones dedicados
En honor de Hoffstetter se han denominado varios taxones basados en fósiles, entre ellos Hoffstetterius imperator, Archaeotrogon hoffstetteri, Cadurciguana hoffstetteri, Sallacyon hoffstetteri, Becklesius hoffstetteri, Palaeotragus hoffstetteri y Euryzygomatomys hoffstetteri.

## Obras escogidas
- Faune du gisement précolombien d'Anse-Belleville: Reptiles, 1946
- Les mammifères pléistocènes de la république de l'Equateur, 1952
- Notice sur les titres et travaux scientifiques, 1955
- Contribution à l'étude des Orophodontoidea, gravigrades cuirassés de la Patagonie, 1956
- Le gisement de ternifine, 1963
- Historique et géologie, 1963
- Révision des Artiodactyles de l'Eocène moyen de Lissieu (Rhône), 1972
- Rongeurs caviomorphes de l'Oligocène de Bolivie, 1976
- Phylogenie et Paleobiogeographie, 1982